# Открытый город (проект)
«Открытый город» — культурно-просветительский проект в Санкт-Петербурге, совместный проект Санкт-Петербургского городского отделения Всероссийского общества охраны памятников истории и культуры и Комитета по государственному контролю, использованию и охране памятников истории и культуры, реализуемый при поддержке Правительства Санкт-Петербурга. Цель проекта — познакомить горожан с уникальным культурным наследием Санкт-Петербурга — великокняжескими дворцами, особняками, усадьбами, промышленными зданиями, которые по разным причинам недоступны для широкой публики. Благодаря проекту «Открытый город» более 80-ти таких памятников истории и культуры открыли свои двери для экскурсантов. «Открытый город» — социальный проект, реализуемый при поддержке Правительства Санкт-Петербурга, все мероприятия для граждан РФ проходят на бесплатной основе. Помимо разных видов экскурсий — пешеходных, автобусных, велосипедных и на ретро-трамваях, в программу проекта входят исторические квесты, общеобразовательные лекции по истории, архитектуре и культуре Санкт-Петербурга. С проектом сотрудничают лучшие экскурсоводы, краеведы, ведущие специалисты по архитектуре и искусству.

## История
Идея проекта возникла по итогам проведения в 2016 году в Санкт-Петербурге акции в Международный день памятников и исторических мест, в рамках которой городской комитет по охране памятников предоставил горожанам и гостям города возможность посетить с организованной экскурсией ряд исторических зданий, в которых осуществление музейной деятельности не является основным направлением. Тогда в акции приняло участие более 4 000 человек.

### Первый сезон (2016)
- В 2016 году проект «Открытый город» получил финансовую поддержку правительства города[3].
- Первые мероприятия в рамках проекта начались в сентябре 2016 года.
- За первый месяц работы участие в проекте приняли более 1 200 человек[4].
- Завершился сезон в декабре 2016 года.
- В рамках первого сезона были организованы 300 экскурсий на 50 объектов разного режима доступа и принадлежности[5].
- Участниками первого сезона стали 8 491 человек, которые побывали на 57 объектах культурного наследия, 2400 человек прослушали 24 лекции.
- Было проведено 314 мероприятий, в том числе 197 пешеходных, 76 автобусных, 10 трамвайных экскурсий, 7 исторических квестов. Но даже такого количества мероприятий оказалось недостаточно, чтобы удовлетворить спрос на экскурсии «Открытого города».
- Как показала статистика, более 45 000 петербуржцев и гостей города хотели бы принять участие в проекте «Открытый город»[6].

### Второй сезон (2017)
- Второй сезон проекта «Открытый город» стартовал 12 апреля 2017 года.
- Завершился второй сезон проекта «Открытый город» 10 декабря 2017 года.
- Генеральный партнёр второго сезона проекта — крупнейший российский оператор цифрового телевидения Триколор ТВ.
- Во втором сезоне проекта «Открытый город» прошло 905 мероприятий. Весной и летом участники проекта посетили 400 мероприятий, в том числе 25 квестов, 19 экскурсий на ретро-трамваях, а также 10 общеобразовательных лекций.
- С августа по декабрь было проведено 505 мероприятий, из них 342 пешеходные экскурсии, 107 автобусных экскурсий, 11 экскурсий на ретро—трамваях, 10 велосипедных прогулок с посещением объектов культурного наследия, 22 квеста и 13 лекций.
- Всего за полтора года существования проекта его участниками стали свыше 15 000 человек[7].

## Видеосюжеты о проекте
Документальный фильм Алексея Михалёва «Жизнь за плинтусом», размещенный в свободном доступе 3 декабря 2016 на сайте Вести.ру, в том числе рассказывает о деятельности проекта «Открытый город».
См. с 07:55 до 09:32.

## Партнеры проекта
21 февраля 2017 года были заключены несколько соглашений о партнёрстве и сотрудничестве:
- заключено соглашение с аналогичным проектом в Москве — Выход в город[9]
- заключено соглашение с Триколор ТВ[10].